# بهرام هوشیار
بهرام هشیار (۳ تیر ۱۳۱۷ – ۲۷ مهر ۱۳۷۰) سرتیپ خلبان اف-۴ فانتوم ۲ و نورثروپ اف-۵ نیروی هوایی ارتش جمهوری اسلامی ایران و یکی از طراحان برجسته عملیاتی این نیرو در دوران جنگ ایران و عراق بود. وی همچنین لیدر تیم آکروجت تاج طلایی نیروی هوایی شاهنشاهی ایران بود.

## تیم آکروجت تاج طلایی

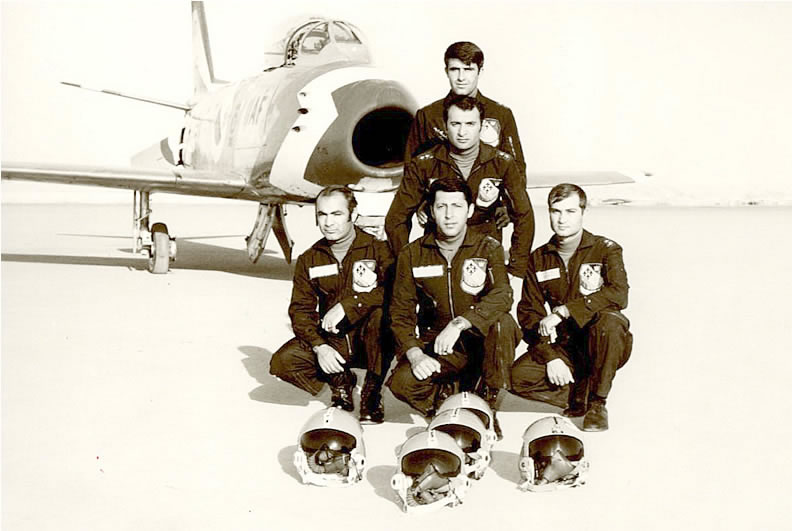
تیمسار هوشیار (مرکز تصویر، نفر جلو) به همراه تیم آکروجت تاج طلایی، در سال ۱۳۴۹

هوشیار نخستین هنرآموز هواپیمای جنگده اف ۴ بود، که پس از طی دوره‌های تکمیلی خلبانی در آمریکا، خلبانان بسیاری را در نیروی هوایی شاهنشاهی ایران تربیت کرد. وی همچنین از سال ۱۳۴۳ به عضویت گروه پروازی آکروجت تاج طلایی نیروی هوایی شاهنشاهی درآمد و در فاصله سال‌های ۱۳۴۶ و ۱۳۴۹ به‌عنوان لیدر این گروه پروازی فعالیت می‌کرد.

## جنگ ایران و عراق
بهرام هوشیار از طراحان اصلی عملیات ثامن‌الائمه بود. از وی به عنوان مبتکر طرح راه‌اندازی دفاع موشکی ایران در صحنه نبرد، در مناطق عملیاتی یاد می‌شود. وی در عملیات طریق‌القدس برای نخستین بار سایت موشکی خیبر (فولی‌آباد) را در کنار لشکرگاه زرهی قزوین عملیاتی نمود.
نقش کلیدی وی در جنگ ایران و عراق در طراحی عملیات استراتژیک حمله به پایگاه هوایی الولید (اچ-۳) انکار ناپذیر می‌باشد. هوشیار این طرح را به صورت محرمانه با جواد فکوری فرمانده وقت نیروی هوایی مطرح کرد که براساس آن ۱۰ فروند فانتوم مسلح، ۸ فروند اصلی و ۲ فروند رزرو به پرواز درآیند و برای گمراه کردن دشمن نیز در هنگام ورود فانتوم‌ها به خاک عراق ۳ فروند اف ۵ به کرکوک حمله کنند. از عملیات اچ ۳ به عنوان شگفت‌انگیزترین عملیات هوایی دنیا که به نام فانتوم‌ها ثبت شده‌است، یاد می‌شود. این عملیات الهام بخش فیلم حمله به اچ۳ به کارگردانی شهریار بحرانی؛ یکی از موفق‌ترین فیلم‌های جنگی در سینمای ایران نیز گردید.

## خانواده
بهرام هوشیار در سال ۱۳۵۵ ازدواج کرد و حاصل این ازدواج دو فرزند پسر و یک فرزند دختر بوده‌است.

## درگذشت
بهرام هوشیار در سال ۱۳۷۰ پس از یک دوره طولانی مبارزه با سرطان درگذشت. 

## تندیس
تندیس طلای بهرام هوشیار در موزهٔ جنگ نیروی هوایی ایران، به یادگار گذاشته شده‌است.